# Хор Новоспасского монастыря
Хор Новоспа́сского монастыря́ — один из церковно-певческих мужских коллективов России.
Располагается в Москве, в Новоспасском ставропигиальном мужском монастыре Русской православной церкви.
В хоре поют выпускники и студенты Московской консерватории, Российской академии музыки, Академии хорового искусства.

## История
Новоспасский монастырь — древнейшая обитель Москвы, был основан в XIII веке. В 1918 году монастырь был закрыт.
Монашеская жизнь после многолетнего запустения возобновилась в 1991 году. Тогда же, в июле 1991 года был восстановлен и мужской хор обители.

## Руководители хора
- 1991—2004 — игумен Митрофан (Смирнов) — основатель хора, продолжатель традиций Троице-Сергиевой лавры и Свято-Данилова монастыря.
- 2004—2011 — Леонид Игоревич Баклушин — выпускник Московской консерватории, художественный руководитель и главный хормейстер Московской капеллы мальчиков с 2002 по 2011 год[1][2].
- 2011—2014 — Сергей Павлович Кирюшин.
- С 2014 года — Станислав Борисович Попов. Утверждён художественным руководителем и регентом хора распоряжением наместника Новоспасского монастыря епископа Воскресенского Саввы. Выпускник Академии хорового искусства, ученик хорового дирижера и педагога, профессора Бориса Ляшко[3][4].

## Репертуар
- Русская духовная музыка, церковные песнопения, духовная музыка православных народов и стран, монастырские напевы православных обителей (Оптиной пу́стыни, Валаамского, и Соловецкого монастырей, Киево-Печерской и Троице-Сергиевой лавры).
- Духовная музыка современных авторов.
- Русские народные песни.
- Народные песни стран мира.
- Застольные песни.
- Песни военных лет.
- Песни о России.
- Патриотические песни.

## Статьи
- Петь, чтобы молиться. Интервью с игуменом Митрофаном. // АИФ — Москва : газета. — 11.4.2001. — № 15 (405).
- Хор Новоспасского монастыря в Словении. 2007 год.
- На бис нам подарили вальс. // Тюменская правда : газета. — 4.12.2014. — № 223.
- «Кроткий голос» древней обители. Официальный сайт Синодального отдела по монастырям и монашеству. Декабрь 2014.
- Хор Новоспасского монастыря в гостях у сергиевопосадцев. Официальный сайт Свято-Троицкой Сергиевой лавры. 26.12.2015.
- Радость Рождественской встречи. // Музыкальный клондайк : газета. —— Февраль 2015. — № 2 (147).
- Душа мужского хора. Беседа с регентом хора Новоспасского монастыря Станиславом Поповым. // Наследник : журнал. — 5.11.2015.
- Продолжатели хоровых традиций. Российский государственный музыкальный телерадиоцентр, радио «Орфей». 15.12.2015.
- За кулисами монастырского хора. // Благовест : газета. — Январь 2016. — № 1.
- Спелись по призванию. К 25-летию Хора Новоспасского монастыря. // Музыкальный клондайк : газета. — Июль 2016. — № 7 (164).
- Хор Новоспасского монастыря отмечает четверть века. Российский государственный музыкальный телерадиоцентр, радио «Орфей». 23.6.2016.
- Люди в храме: регент. // Фома : журнал. — 26.10.2016.
- Хор Новоспасского монастыря отметил свое 25-летие концертом. Официальный сайт Синодального отдела по монастырям и монашеству. Декабрь 2016.
- Славный хор древней обители. // Музыкальная жизнь : журнал. — Январь 2017.
- Хор Новоспасского монастыря принял участие в фестивале Спивакова. Интернет-портал «Belcanto.Ru». 23.1.2017.
- Станислав Попов: «В храме непозволительно подумать ни о чём другом, кроме молитвы». Российский государственный музыкальный телерадиоцентр, радио «Орфей». 25.1.2017.
- О небесном и земном: Концерт хора Новоспасского монастыря в московском Доме учёных. Портал «Музыкальные сезоны». 15.2.2017.
- Музыка Великого поста. Информационное агентство NEWSmuz. 12.4.2017.
- Фестиваль «Пасхальный дар» завершился в столице. // Независимая газета. — 26.4.2017.
- И форте, и пиано Новоспасского хора. ClassicalMusicNews.Ru. 3.12.2017.
- Хор Новоспасского монастыря на Рождественском фестивале. Информационный портал «Ревизор.Ru». 9.02.2018.
- Щедрый вечер Новоспасского хора. Культурно-политический журнал «Э Вести». 10.02.2018.
- Хор Новоспасского монастыря выступил с пасхальной программой. Официальный сайт Рязанской областной филармонии. 19.04.2018.
- Хоровое искусство монастырской обители. // Играем с начала : газета. — Декабрь 2018. — № 12 (171).